# Camaçari Futebol Clube
Maillots
Dernière mise à jour : 1er février 2012.
Le Camaçari Futebol Clube est un club brésilien de football basé à Camaçari dans l'État de Bahia.